# Hristo Burmov
Hristo Dimitrov Burmov (Gabrovo, 23. rujna 1869. – Sofija, 23. prosinca 1936.) je bio bugarski general i vojni zapovjednik. Tijekom Prvog svjetskog rata zapovijedao je 10. egejskom divizijom i 2. trakijskom divizijom na Solunskom bojištu, te je obnašao dužnost načelnika Glavnog stožera.

## Vojna karijera
Hristo Burmov je rođen 23. rujna 1869. u Gabrovu. Sin je Dimitra Burmova. U vojnu službu stupa u lipnju 1887., dok u svibnju 1889. završava Vojnu učilište u Sofiji. Od 1892. služi u 4. topničkoj pukovniji. Te iste godine, u kolovozu, promaknut je u čin poručnika. Od 1894. nalazi se na školovanju u Italiji, u Vojnoj akademiji u Torinu, gdje diplomira 1898. godine. Po povratku u Bugarsku zapovijeda bitnicom u 4. topničkoj pukovniji. U siječnju 1899. unaprijeđen je u čin satnika, dok je u veljači raspoređen na službu u operativni odjel Glavnog stožera. Na navedenoj dužnosti nalazi se iduće dvije godine, do veljače 1902., kada je imenovan zapovjednikom satnije u 1. pješačkoj pukovniji. U stožeru predmetne pukovnije u travnju 1903. postaje stariji pobočnik koju dužnost obnaša do siječnja 1904. kada je imenovan načelnikom stožera 1. brigade 1. sofijske divizije.
U siječnju 1904. promaknut je u čin bojnika, te imenovan vojnim atašeom u veleposlanstvu u Italiji. Potom od svibnja 1907. zapovijeda bojnom u 6. pješačkoj tarnovskoj pukovniji na kojoj dužnosti se nalazi do siječnja 1910. kada je imenovan načelnikom stožera 3. balkanske divizije. Te iste 1910. godine postaje zapovjednikom 11. slivenske pukovnije. U međuvremenu je, u listopadu 1908., unaprijeđen u čin potpukovnika.
Tijekom Balkanskih ratova načelnik je stožera 3. balkanske divizije. U tom svojstvu u Prvom balkanskom ratu ističe se u opsadi Edirnea i bitki kod Čataldže. U listopadu 1912. promaknut je u čin pukovnika. U Drugom balkanskom ratu sudjeluje u bitkama protiv grčke vojske kod Kukuša i Pehčeva. Nakon završetka rata u ožujku 1914. postaje zapovjednikom Škole za pričuvne časnike koju dužnost obnaša do prosinca te iste godine kada je imenovan načelnikom stožera 1. vojno-inspekcijske oblasti. 

## Prvi svjetski rat
Po objavi mobilizacije imenovan je zapovjednikom 3. brigade 7. rilske divizije. S navedenom brigadom koja se sastojala od 53. i 54. pukovnije, sudjeluje u borbama na planini Golak, te zauzimanju Vinice i Velesa, te nakon toga u Bitci kod Krivolaka. U ožujku 1916. imenovan je zapovjednikom 10. egejske divizije koja je držala liniju bojišta uz Egejsko more. Potom u lipnju 1917. postaje zapovjednikom 2. trakijske divizije kojom zapovijeda idućih godinu dana. U međuvremenu je, u svibnju 1917., promaknut u čin general bojnika. U srpnju 1918. imenovan je privremenim načelnikom Glavnog stožera. Na tom položaju nije uspio zaustaviti proboj bojišta u savezničkoj Vardarskoj ofenzivi.

## Poslije rata
Nakon završetka rata u studenom 1918. Burmov je imenovan načelnikom 2. vojno-inspekcijske oblasti. U ljeto 1919. je umirovljen, nakon čega se posvećuje znanstvenom radu. Godine 1932. izabran je za prvog predsjednika Vojnoznanstvenog instituta. U svibnju 1936. unaprijeđen je u čin general poručnika u pričuvi.
Preminuo je 23. prosinca 1936. u 68. godini života u Sofiji.

## Vanjske poveznice
(bug.) Hristo Burmov na stranici Boinaslava.net

(bug.) Hristo Burmov na stranici Armymedia.bg

(češ.) Hristo Burmov na stranici Valka.cz

(rus.) Hristo Burmov na stranici Hrono.ru